# Тральщики-искатели мин типа «Сэндаун»
Тральщики-искатели мин типа «Сэндаун» — тип противоминных кораблей британской постройки, находящийся на вооружении Великобритании, Саудовской Аравии и Эстонии. 
Единственным назначением кораблей типа является поиск и уничтожение морских мин с помощью дистанционно управляемых поисковых аппаратов. Тральщики типа «Сэндаун» не имеют приспособлений для траления мин.

## Конструкция
Корабль имеет гладкопалубную конструкцию, с доведённой до бортов развитой средней надстройкой, занимающей около 75 % длины корпуса и придающей кораблю уникальный силуэт. Прямой наклонный форштевень; транцевая корма. Хорошо выражены привальные брусья: на уровне палубы и на уровне ватерлинии, одновременно придающие корпусу дополнительную жёсткость. 
Примерно на половине длины на надстройке установлена ходовая рубка, также доведённая до бортов. Непосредственно за рубкой — единственная решетчатая мачта. Коробчатый кожух дымовой трубы располагается на надстройке примерно на 1/3 длины от кормы, за ней разъездная шлюпка со стрелой для спуска и подъема. На баке прикрытый щитом 30-мм автомат. На юте — характерная для противоминных кораблей большая вьюшка. 
Для снижения магнитности корпус выполнен из армированного стекловолокна. Механизмы изолированы от корпуса установкой на амортизаторы.